# Bacelarella dracula
Bacelarella dracula là một loài nhện trong họ Salticidae.
Loài này thuộc chi Bacelarella. Bacelarella dracula được Szüts & Rudy Jocqué miêu tả năm 2001.